# Pterocallis maculatus
Pterocallis maculatus är en insektsart som först beskrevs av Von Heyden 1837.  I den svenska databasen Dyntaxa används istället namnet Pterocallis maculata. Enligt Catalogue of Life ingår Pterocallis maculatus i släktet Pterocallis och familjen långrörsbladlöss, men enligt Dyntaxa är tillhörigheten istället släktet Pterocallis och familjen borstbladlöss. Arten är reproducerande i Sverige. Inga underarter finns listade i Catalogue of Life.